# LOBEG
Die Lastauto- und Omnibusbetriebsgesellschaft (kurz LOBEG) war ein österreichisches Busunternehmen in der Zwischenkriegszeit. Es bildete eine Keimzelle des Busbetriebes der Österreichischen Bundesbahnen.

## Geschichte
Das Unternehmen wurde 1927 vom Inhaber der Automobilfabrik Perl, Gustav Rudolf Perl, sowie dem Salzburger Aristokraten Franz Graf Schaffgotsch als Konzessionär gegründet. Ein Grund war die Ankurbelung des Absatzes der von Perl erzeugten Autobusse der Typen Perl L6, L8 und L600. Das Unternehmen mit dem Betriebszentrum in Mödling wuchs rasant und noch im selben Jahr wurde fast in ganz Österreich um Buskonzessionen angesucht.
Innerhalb kürzester Zeit wurde die LOBEG damit eine spürbare Konkurrenz zum Postbus und der BBÖ (hier vor allem im Gütertransport). 1929 waren allein in Niederösterreich 20 Zweigstellen des Unternehmens mit 300 LKWs und Omnibussen in Betrieb. Auch der Versand von Kinofilmen zu den Kinos in der "Provinz" wurde von der LOBEG übernommen. Ebenfalls 1929 gründete das Unternehmen die heute noch bestehende Tochterfirma Südburg Kraftwagen-Betriebs-Gesellschaft m.b.H. im Südburgenland.
Die LOBEG entwickelte sich zur Konkurrenz für Nebenbahnen, so dass beispielsweise die Lokalbahn Mödling–Hinterbrühl sowie die die Laxenburgerbahn in den 1930er Jahren aufgrund des Konkurrenzdruck des Busses den Betrieb einstellten. In der Hauptgarage in Mödling waren zu Beginn der 1930er Jahre rund 50 Fahrzeuge beheimatet, die auf einem engmaschigen Liniennetz im Bezirk verkehrten und über Nacht gewartet wurden.
Das rasch gewachsene Unternehmen hatte jedoch nach 1930 spürbar mit finanziellen Problemen zu kämpfen. 1931 war die LOBEG, welche zu diesem Zeitpunkt 157 Omnibusse und 45 LKW ihr Eigen nannte, mit über 9 Millionen Schilling verschuldet. Das Unternehmen wurde im selben Jahr von den Österreichischen Bundesbahnen (BBÖ) übernommen, nicht ohne dass die Übernahme aufgrund der enormen Kosten zum Politikum wurde. Die Südburg ging an einen privaten Käufer und existiert als Tochterfirma von Dr. Richard noch heute.
Der Name LOBEG wurde noch einige Jahre beibehalten, später wurden alle Fahrzeuge dem Bahnbus einverleibt. Einige Perl L8-Autobusse sowie Lastwagen L6 ex LOBEG wurden von den BBÖ zu den Schienenbussen VT 60 bzw. VT 160 umgebaut.